# Grand (biograf, Stockholm)

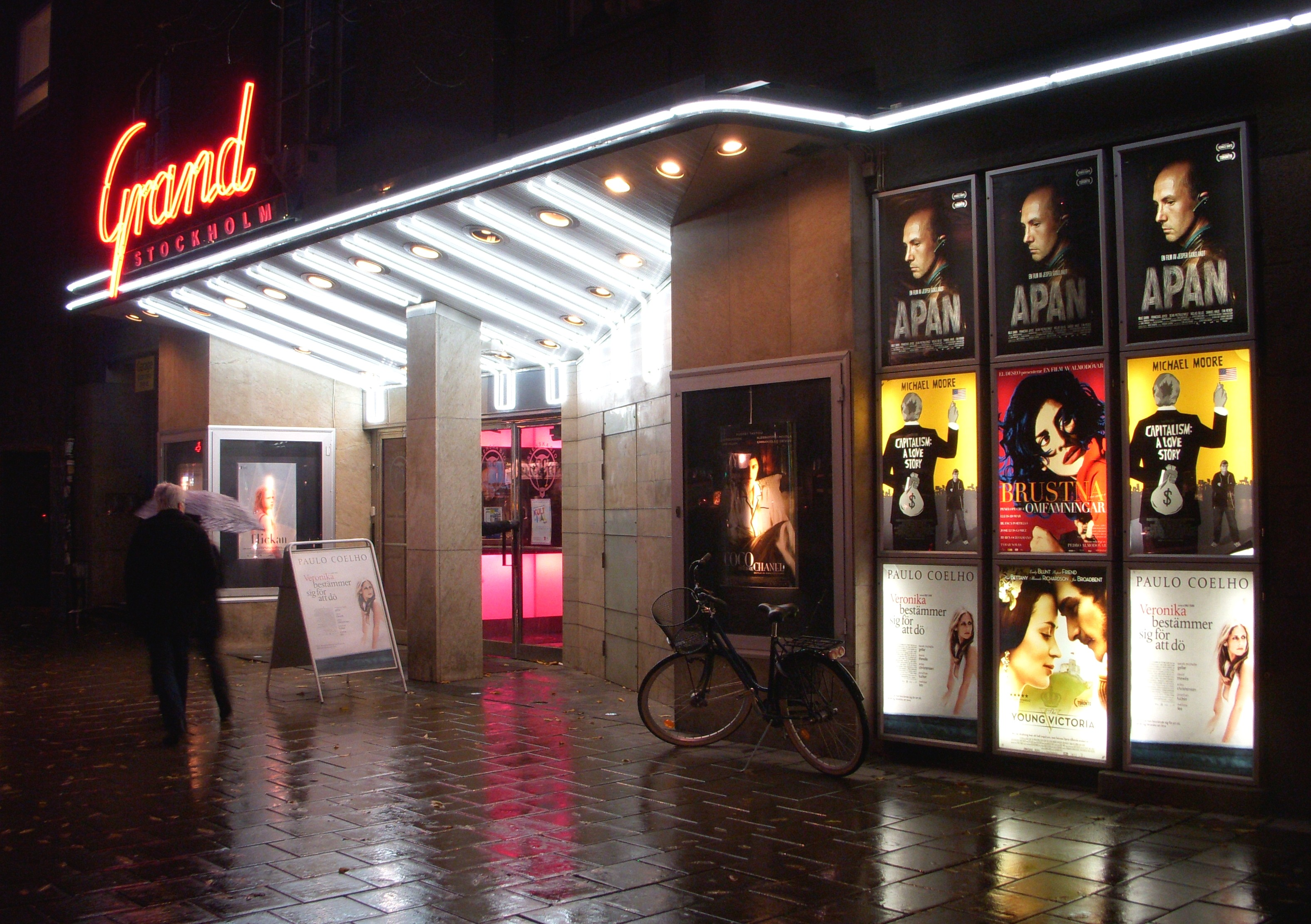
Biografen Grands entré i november 2009.

Grand är en biograf på Sveavägen 45 i Stockholm som invigdes den 8 september 1933. Biografen drevs tidigare av Sandrew Metronome och efterföljaren Astoria Cinemas. Efter att Astoria gått i konkurs övertogs biografen av Svenska Bio som idag driver den.

## Historia

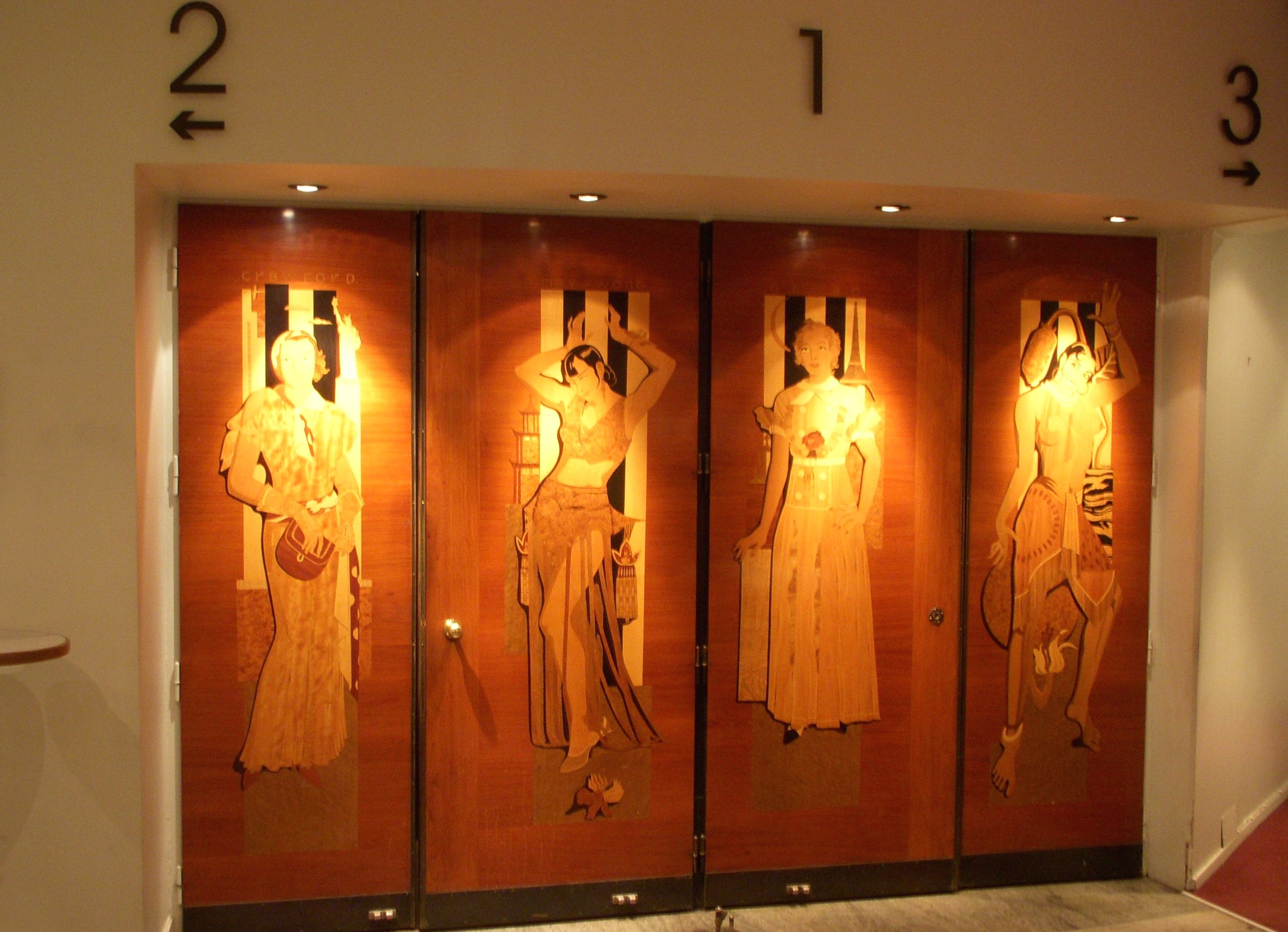
Intarsia:Crawford, Wong, Garbo och Baker (från vänster).

Från början var det en äldre kyrkolokal som Anders Sandrew genom ett fastighetsbyte övertog från Filadelfiaförsamlingen. Han gav arkitekten Björn Hedvall i uppdrag att förvandla denna enkla sal till biografsalong. Tillsammans med konstnären Gunnar Torhamn skapade han en salong med tillhörande utrymmen. I början hade parkett och läktare tillsammans 772 platser. 
Trots flera restaureringar finns fortfarande några ursprungliga detaljer kvar, såsom dörrarnas intarsiaarbeten av Torhamn. Där symboliserade han fyra världsdelar genom avbildningar av kända filmaktriser från 1930-talet; Joan Crawford för Amerika, Anna May Wong för Asien, Greta Garbo för Europa och en lättklädd Josephine Baker representerade Afrika.
År 1970 blev Grand Sveriges första så kallade biografkomplex eller multibiograf, en biograf med flera salonger. Sandrews lät bygga om biografen och återinvigde den 1970 med tre salonger och med det nya namnet Grand 1–2–3. 
SF Bio var intresseade av att köpa Astoria 2004, men fick nej av konkurrensverket. När Astoria gick i konkurs köpte Svenska Bio, som till 49% ägdes av SF Bio, deras biografer och Stockholms filmfestival utsåg Grand till "ny officiell festivalbiograf". 
Grand var den biograf där statsminister Olof Palme och hustrun Lisbeth såg filmen Bröderna Mozart när han mördades,på väg hem den 28 februari 1986. Biografbesöket och händelserna runtomkring detsamma kom att få stor betydelse i utredningen av mordet. Biografens namn har bland annat givit upphov till begreppet Grandmannen, den man som enligt en etablerad teori övervakade paret Palme i samband med biobesöket, för att därefter följa efter dem från biografen och eventuellt utföra mordet.
Den så kallade Lasermannen, John Ausonius, då vid namn Wolfgang Zaugg, arbetade här som biografmaskinist i slutet på 1970-talet. Biografen renoverades senast 2003. Den hade 2009 fyra salonger med sammanlagt 404 platser.
Våren 2023 påbörjades utbyggnaden av biografen i Handelsbankens gamla lokaler.